# Kückenmühle (Ronnenberg)

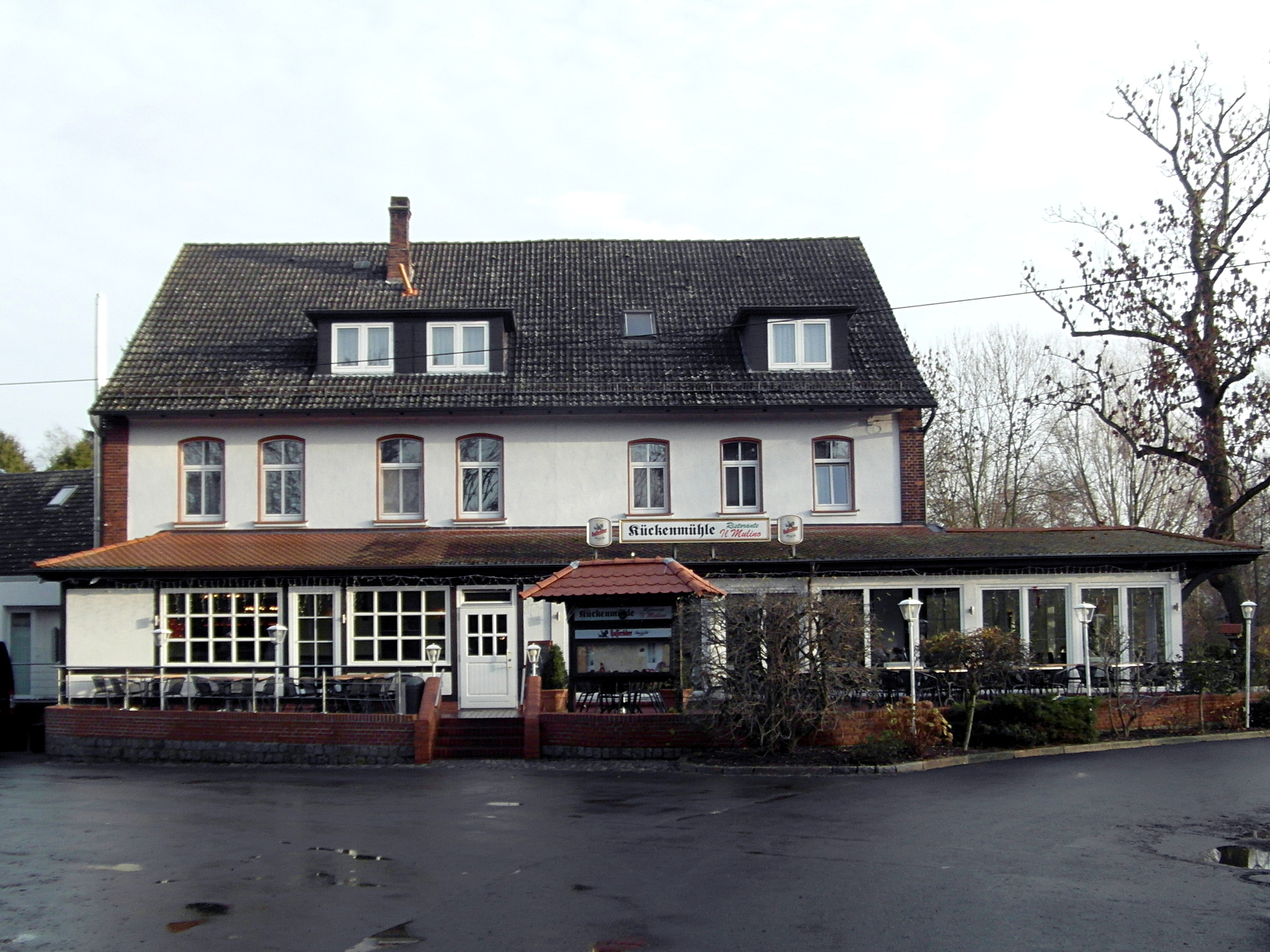
Die Kückenmühle als Restaurant

Kückenmühle ist eine Ortslage in der Stadt Ronnenberg in der Region Hannover in Niedersachsen (Deutschland).

## Geographie
Kückenmühle liegt in der Calenberger Lößbörde am Schnittpunkt der drei ehemaligen Gemeinden Ronnenberg, Ihme und Wettbergen – und zwar an der Ihme etwa 2 km östlich des heutigen Stadtteils Ronnenberg bzw. etwa 1 km nördlich des Stadtteils Ihme-Roloven. Unmittelbar am Nordrand der Ortslage beginnt die Gemarkung des hannoverschen Stadtteils Wettbergen. Jenseits der Ihme, die hier bis 1932 die Amts- und später Landkreisgrenze markierte, liegt etwa 200 m südlich die aus einer Tonkuhle und Ziegelei hervorgegangene Straße An der Tonkuhle des Stadtteils Ihme-Roloven.
Westlich von Kückenmühle erstreckt sich das Waldstück Ronnenberger Holz.

## Geschichte

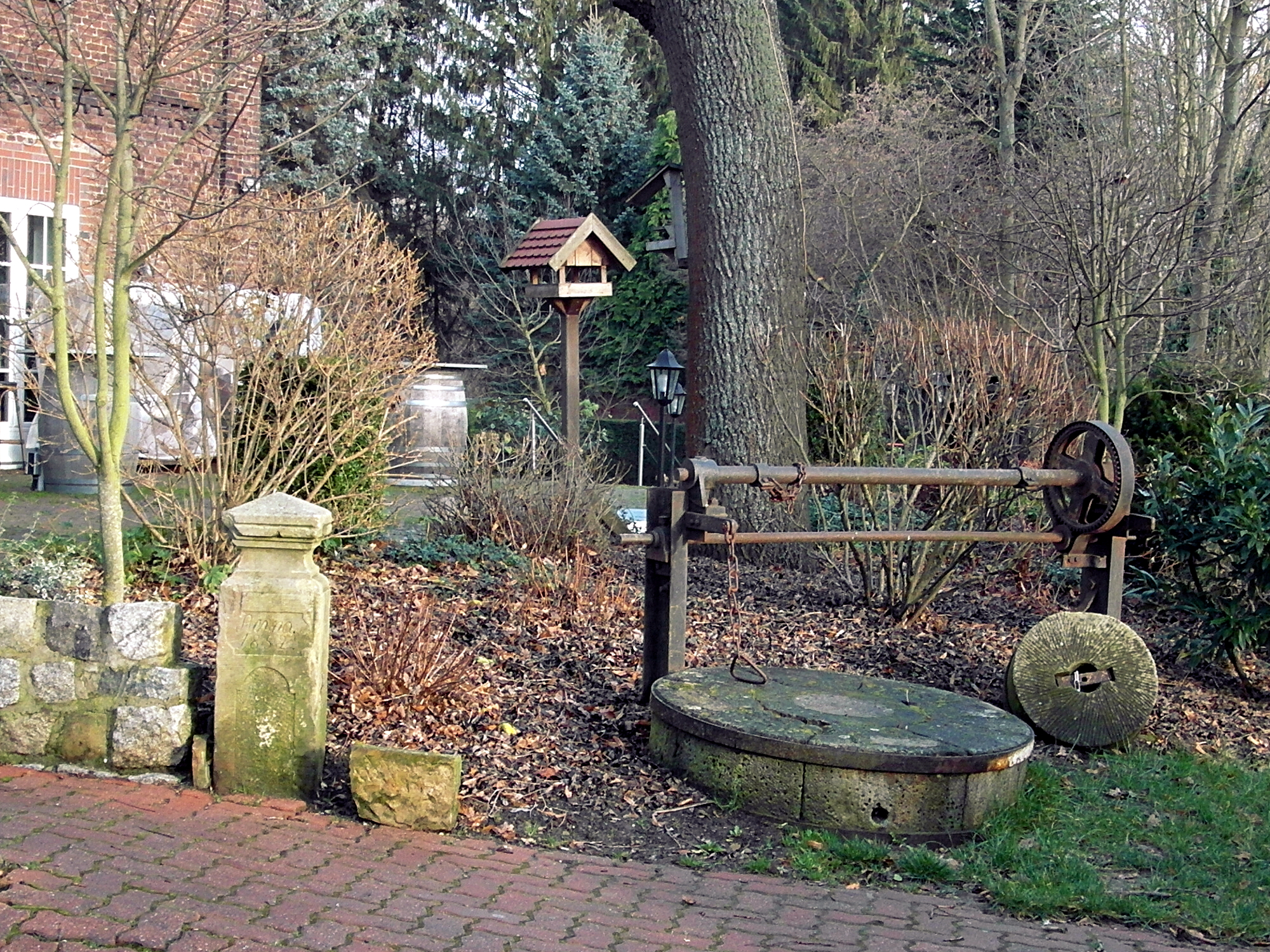
Neben dem Restaurant liegen Relikte aus der Zeit als Wassermühle

Im heutigen Kückenmühle gab es schon im Jahr 1325 eine damals Neddermohle oder Neddermühle genannte Wassermühle an der Ihme, die in jenem Jahr vom Ritter Heinrich von Knigge verkauft wurde. Es kam zu mehreren Eigentümerwechseln. Seit die Mühle ab dem Jahre 1363 einige Zeit lang der Ronnenberger Kirche gehörte, wurde sie Priestermühle genannt. Der Name könnte allerdings auch vom Müller Cord Priester, der die Mühle im 16. Jahrhundert bewirtschaftete, abgeleitet sein. Spätere Besitzer waren die Herren von Lenthe. Im Dreißigjährigen Krieg kam es 1639 zur Zerstörung der Mühle und dem Tod des Müllers. Später wurde sie wieder aufgebaut.
Laut einem herzoglichen Privileg aus dem Jahr 1656 zum Mühlenzwang durften die Puckelträger genannten Kleinbauern aus Wettbergen, Ricklingen, Bornum, Empelde, Badenstedt und Linden ihr Getreide statt in der Windmühle auf dem Lindener Berg auch in der Priestermühle mahlen lassen. Schon damals gab es jedoch im Sommer Probleme durch den zu niedrigen Wasserstand der Ihme. 1671 war der Müller Mahrock Erbzinsmüller, die Mühle hieß nunmehr Mahrocksmühle. Im Jahr 1700 erwarb der hannoversche Premierminister Reichsgraf von Platen die Mühle.
Der Name Kückenmühle ist abgeleitet von Kaspar Kücken, der im Jahr 1707 die Mühle als Erbpächter übernahm. Im Jahr 1885 wurden seine Nachfahren Eigentümer und errichteten im Jahr 1892 das heutige Gebäude. Der Mühlenbetrieb wurde im Jahr 1927 eingestellt.
Im Jahr 1928 ließ Heinrich Kücken bei seiner Mühle ein 120 m langes und 35 m breites Schwimmbecken ausheben. Die Gemeinde Ronnenberg zahlte einen Zuschuss zum Bau einer „Badeanstalt“. Als Gegenleistung durften Ronnenberger Schulklassen diese kostenlos nutzen. Im Jahr 1930 erhielt Kücken für das Mühlengrundstück auch die Genehmigung zur Einrichtung eines Hotels und die Schankgenehmigung für zwei Gaststuben.
Der Betrieb der Badeanstalt wurde in den 1960er Jahren eingestellt. Auf dem Grundstück des aus den Gaststuben hervorgegangenen Restaurants liegen am Straßenrand noch einige Überreste aus der Zeit als Wassermühle, darunter zwei Mühlsteine. Mühlrad und Mühlengraben sind beseitigt und überbaut.

## Umwelt

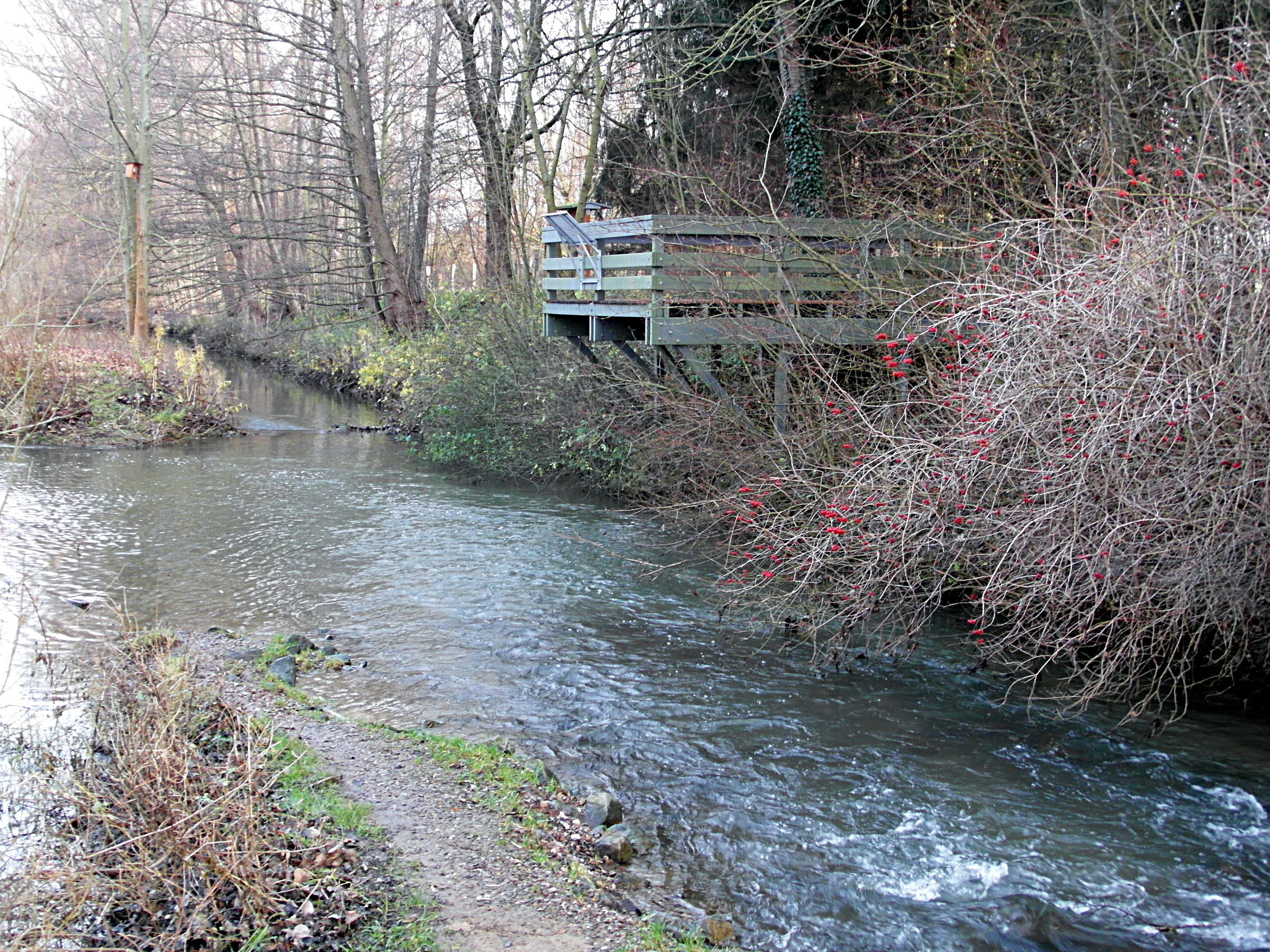
Ihme mit Aussichtsplattform

Kückenmühle grenzt nach Süden und Westen an das Landschaftsschutzgebiet Ihmeniederung (LSG-H 75). Das nördlich angrenzende hannoversche Gebiet ist Teil des Landschaftsschutzgebiets Hirtenbach – Wettberger Holz (LSG H-S 05).
Die im Verlauf des 20. Jahrhunderts weitgehend begradigte und trapezförmig profilierte Ihme erhielt in den Jahren 2000 und 2003 im Bereich Kückenmühle einen zusätzlichen Gewässerarm und ein aufgeweitetes Profil. Über dem renaturierten Wasserlauf wurde eine Beobachtungsplattform gebaut. 
Von 2018 bis 2020 gab es in Sichtweite der Brücke einen Biberdamm in der Ihme.
Südlich des Gewässers verläuft ein Fahrrad- und Wanderweg in Richtung des Loydbrunnen bei Devese.
Nordwestlich von Kückenmühle wurde auf Grünland am Ronnenberger Holz unter Beteiligung der Ronnenberger Gruppe des Naturschutzbund Deutschland ein Feuchtbiotop als Amphibienlaichgewässer angelegt.

## Sport
Beim im Jahr 2015 zum zehnten Mal veranstalteten Volkslauf der TuS Wettbergen führen die längeren Laufstrecken Rund um die Kückenmühle.
Der Sportplatz sowie das Klubhaus der SG 05 Ronnenberg liegen im Ronnenberger Holz westlich von Kückenmühle.

## Wirtschaft und Infrastruktur

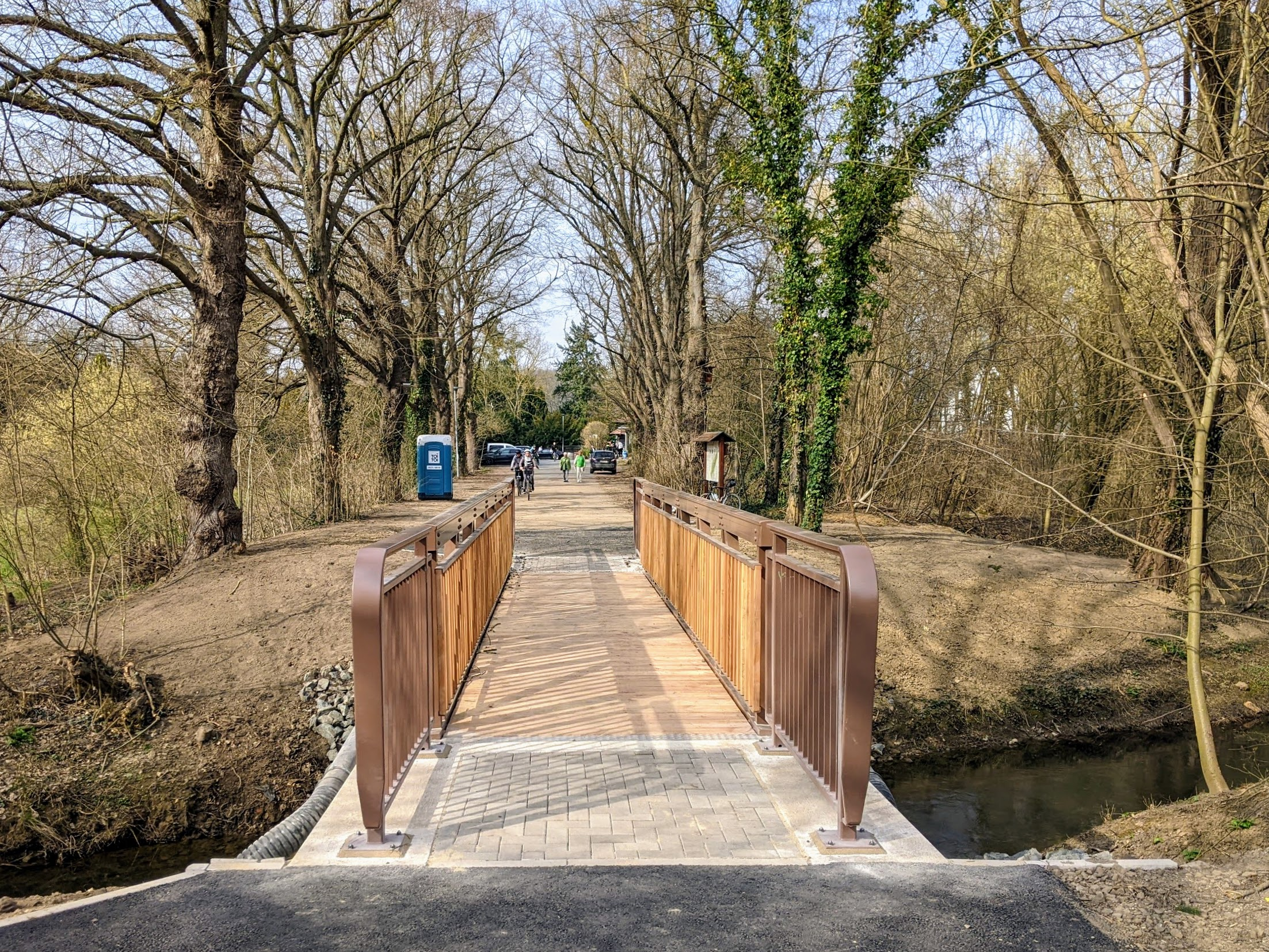
Im März 2025 eröffnete Ihmebrücke für den Fuß- und Radverkehr in Kückenmühle

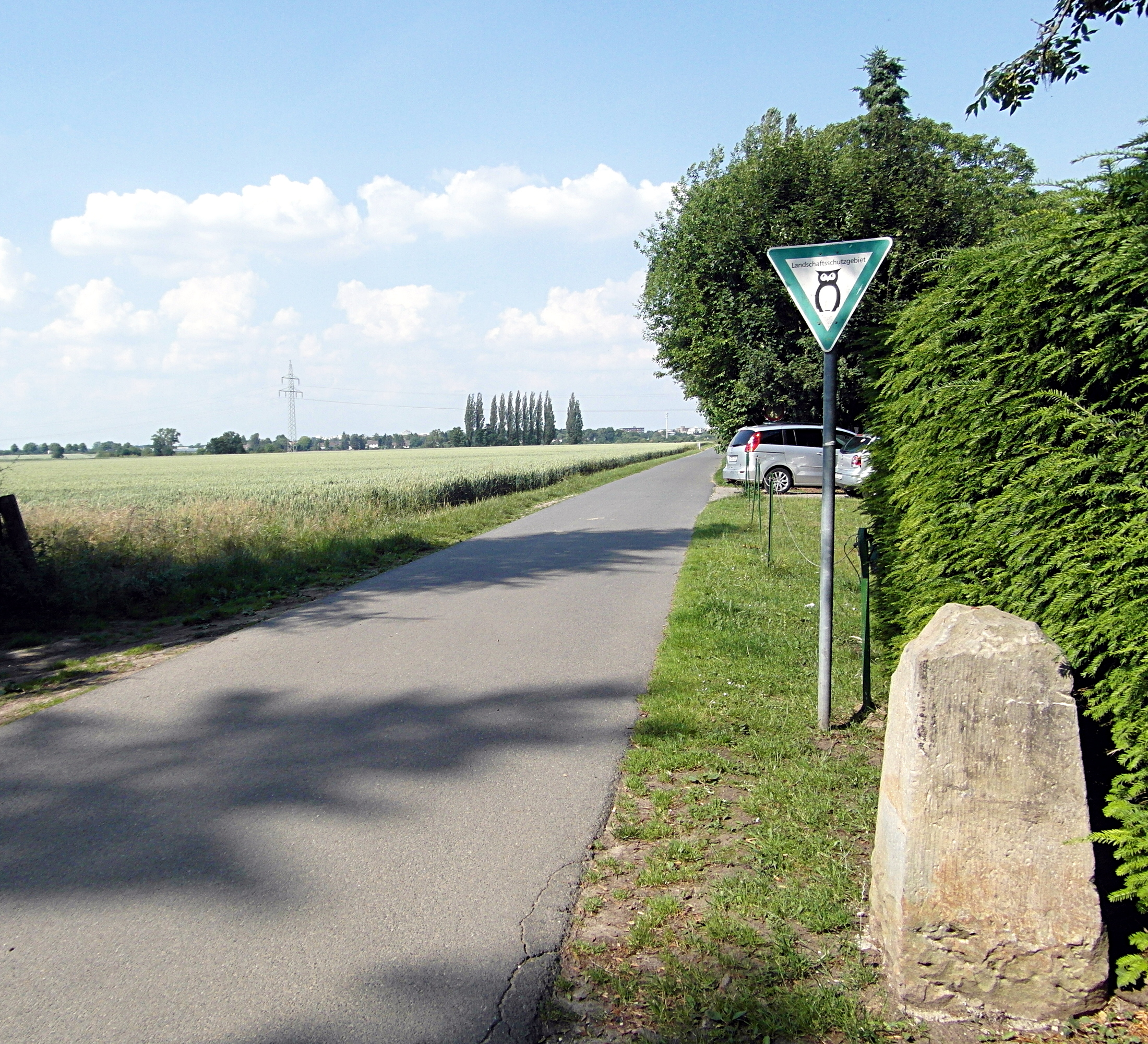
Die Ihmer Straße in Kückenmühle in Richtung Wettbergen

In Kückenmühle gibt es neben dem Hotel und Restaurant in der früheren Wassermühle noch zwei weitere Wohnhäuser.
Für den Autoverkehr liegt Kückenmühle heute nur noch an einer Stichstraße, da die alte Ihmebrücke durch einen schmaleren Nachfolger ersetzt wurde. Die Straße in Richtung Wettbergen ist nicht für den normalen Verkehr freigegeben. An ihrem Rand steht im Norden der Ortslage der augenscheinliche Stumpf eines Meilensteins.
Eine Buslinie der RegioBus Hannover verbindet Kückenmühle mit Ronnenberg und dessen Stadtteilen. Die Bushaltestelle wurde jedoch bei der Neutrassierung der Kreisstraßen K 221 und K 226 nach etwa 400 m außerhalb der Ortslage verlegt.

## Sonstiges
Bis zur Neutrassierung der Kreisstraßen um das Jahr 1980 lag Kückenmühle an der Straßenverbindung von Ronnenberg über Ihme-Roloven nach Devese. Die Strecke diente auch als Schleichweg zur südlichen Umgehung des hannoverschen Stadtgebiets. Die abknickende Streckenführung sowie die durch die alte Brücke über die Ihme bedingte geringe Straßenbreite machten Kückenmühle zu einem regional bekannten Unfallschwerpunkt.

## Belege
1. ↑  Hans-Hermann Fricke: Beginn des industriellen Zeitalters. In: Peter Hertel u. a. (Hrsg.): Ronnenberg. Sieben Traditionen - Eine Stadt. Ronnenberg 2010, ISBN 978-3-00-030253-4, S. 105.
2. ↑  
Jens Schade: Kulturdenkmale in Ronnenberg: Die Kückenmühle bei Ihme-Roloven. www.myheimat.de, 18. Februar 2013, abgerufen am 29. Dezember 2015.
3. 1 2 3 4  Peter Simon: Das harte Leben in den Bauerndörfern und das Morgenrot einer neuen Zeit. In: Peter Hertel u. a. (Hrsg.): Ronnenberg. Sieben Traditionen - Eine Stadt. Ronnenberg 2010, ISBN 978-3-00-030253-4, S. 80 f.
4. 1 2 3  
Dieter Goldmann: Die Kückenmühle (bei Ronnenberg) - jetzt mit Teil 2... www.myheimat.de, 6. Juli 2009, abgerufen am 29. Dezember 2015.
5. ↑  
Carl-Hans Hauptmeyer: 1636–1802. In: Klaus Mlynek, Waldemar R. Röhrbein (Hrsg.): Hannover Chronik: von den Anfängen bis zur Gegenwart : Zahlen, Daten, Fakten. Schlütersche, 1991, S. 53 (google.de [abgerufen am 29. Dezember 2015]).
6. ↑  
Carl-Hans Hauptmeyer: Die Residenzstadt. In: Klaus Mlynek, Waldemar R. Röhrbein (Hrsg.): Geschichte der Stadt Hannover: Von den Anfängen bis zum Beginn des 19. Jahrhunderts. Schlütersche, 1994, S. 222 (google.de [abgerufen am 29. Dezember 2015]).
7. 1 2  
Kerstin Siegmund: 1930 konnten alle Kinder schwimmen. Die historische Kückenmühle. LKCZ, 31. Juli 2010, S. 14, archiviert vom Original am 1. Januar 2016; abgerufen am 13. März 2022.
8. ↑  
Verordnung zum LSG-H 75. (PDF; 184 kB) hannover.de, abgerufen am 8. Januar 2022.
9. ↑  Umweltkarten Niedersachsen. Niedersächsisches Ministerium für Umwelt, Energie, Bauen und Klimaschutz, abgerufen am 10. Dezember 2022.
10. ↑  
LSG H-S 05 – Hirtenbach – Wettberger Holz. (PDF; 44 kB) Fundstelle: Gemeinsames Amtsblatt für die Region Hannover und die Landeshauptstadt Hannover Sonderausgabe 2006 vom 28.02.2006, S. 50. www.hannover.de, abgerufen am 8. Januar 2022.
11. 1 2  
vgl.: Text auf der Infotafel bei der Ihmebrücke in Kückenmühle, aufgestellt vom NABU Ronnenberg e. V., gesehen am 28. Dezember 2015
12. ↑  
Ihme Kückenmühle. www.ronnenberg.de, abgerufen am 29. Dezember 2015.
13. ↑  
Uwe Kranz: Biber lässt sich in der Ihme nieder. www.haz.de, 6. Dezember 2018, abgerufen am 13. März 2022.
14. ↑  
Uwe Kranz: Biber verlässt Ihme an der Kückenmühle. www.haz.de, 13. August 2020, abgerufen am 13. März 2022.
15. ↑  
Natur-Erlebnisweg. (PDF; 611 kB) Naturschutzbund Deutschland Gruppe Ronnenberg, abgerufen am 16. Dezember 2015.
16. ↑  
Ein neues Feuchtbiotop wird eingerichtet. Bildergalerie. Naturschutzbund Deutschland Gruppe Ronnenberg, abgerufen am 29. Dezember 2015.
17. ↑  
Strecken des Wettberger Volkslaufes. TuS Wettbergen e. V., archiviert vom Original (nicht mehr online verfügbar) am 1. Januar 2016; abgerufen am 29. Dezember 2015.
18. ↑  
Anfahrt zum Sportplatz. Sportgemeinschaft 05 Ronnenberg e. V., abgerufen am 29. Dezember 2015.
19. ↑  
Bus 510. In: Fahrplanbuch 2022. Großraum-Verkehr Hannover (efa.de [PDF; 240 kB; abgerufen am 13. März 2022]).

Koordinaten: 52° 18′ 45,6″ N, 9° 40′ 50,7″ O